# Night Club (film 2011)
Night Club è un film del 2011 diretto da Sam Borowski.
È un film commedia statunitense con protagonisti Ernest Borgnine, Zachary Abel e Natasha Lyonne. È incentrato sulle vicende di tre studenti impiegati nel turno di notte in una casa di riposo che mettono in piedi un night club con l'aiuto di uno degli anziani residenti (Borgnine).

## Produzione
Il film, diretto da Sam Borowski su una sceneggiatura di Larry Delrose e Tom Hass con il soggetto dello stesso Delrose, fu prodotto da Sam Borowski, Brian LaBelle, Samuel M. Sherman e J. Todd Smith per la Naoj Company e girato a Burbank, a Hollywood e a Van Nuys, in California con un budget stimato in un milione di dollari.

## Distribuzione
Il film fu distribuito negli Stati Uniti dal 7 aprile 2011 (al Phoenix Film Festival).

## Promozione
La tagline è: "A night out for children of all ages - NIGHT CLUB - everyone's invited!".